# フファット (戦車)

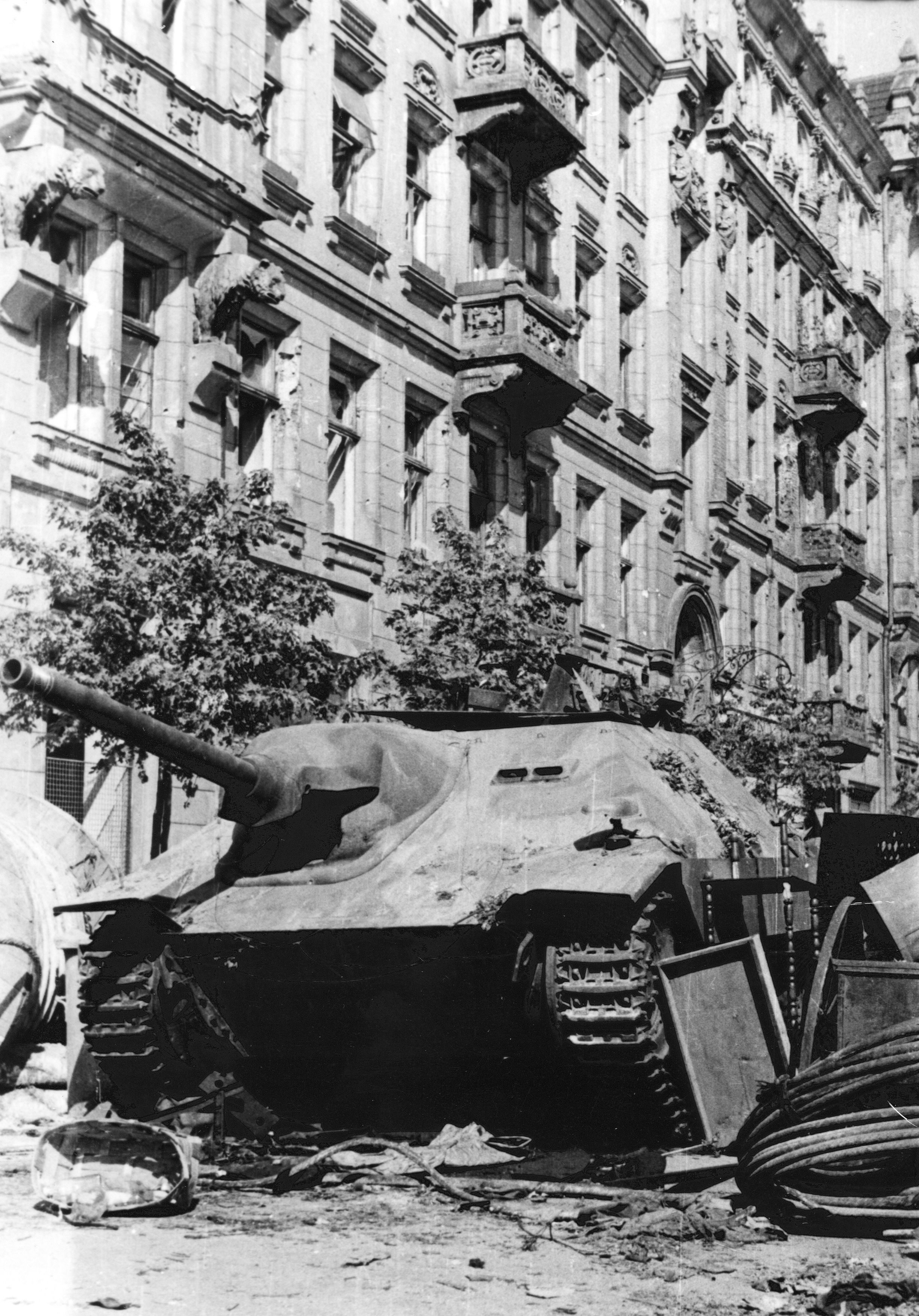
ナポレオン広場前のバリケードに組み込まれたフファット（1944年）

フファット（ポーランド語: Chwat）とは、ワルシャワ蜂起中の1944年8月2日にポーランド側が鹵獲したドイツ軍のチェコ製軽駆逐戦車ヘッツァーの愛称である。ポーランド側が火炎瓶を用い乗員を殺害してこの車両を鹵獲した時点で車体の大部分が焼け焦げており、当初はバリケードの一部として使用された。後に修理されたものの、バリケードを崩すことが認められず戦闘に投入されることはなかった。そののちに郵便局の建物に移されたが、この建物が爆撃を受け倒壊した折、瓦礫に埋もれ放棄された。
フファットの車体は終戦後になってから回収され、ワルシャワの陸軍博物館に展示された。1950年、ルブリン委員会指導下のポーランド軍中央政治・教育委員会の命令により破壊された。